# Tausert
Tausert (anche Tausret o Twosret) (... – 1189 a.C. circa) è stata una regina egizia della XIX dinastia, di cui fu l'ultimo esponente. Il regno di Tausert venne associato dallo storico ellenistico Manetone alla guerra di Troia, infatti così riportano i suoi antichi epitomatori: Thuoris, che in Omero è chiamato Polibo, marito di Alcandra e nel cui tempo Troia fu presa. La tradizione vuole che abbia governato l'Egitto per 7 anni, ma questo computo include necessariamente i 6 anni del regno di Siptah, suo predecessore: Tausert si appropriò degli anni del regno precedente, contandoli come propri. Il suo regno personale sarebbe durato, invece, un anno e mezzo tra il 1191 a.C. e il 1189 a.C. - anche se non è improbabile che abbia regnato per 2 anni completi e anche di più, come suggerisce un riferimento al 9º anno di regno scoperto nel suo tempio funerario a Gurna. Il suo nome regale, Sitra-Meriamon, significa Figlia di Ra, amata da Amon.

## Famiglia
L'anno di nascita di Tausert è sconosciuto. Fu verosimilmente figlia di Merenptah (1213 a.C. - 1203 a.C.), tredicesimo figlio e immediato successore di Ramses il Grande, e forse sua madre fu la regina Takhat. In questo caso, sarebbe stata sorella del faraone usurpatore Amenmesse (ca. 1202 a.C. - 1199 a.C.). Tausert divenne la seconda delle tre Grandi spose reali di Seti II, dopo Takhat II e prima di una certa Tiaa. Non si conoscono figli maschi di Seti II e Tausert, ma la tomba KV56, nella Valle dei Re, era probabilmente la sepoltura di una loro figlia. 

## Regina consorte, reggente efaraone

### Regina consorte di Seti II
Theodore Davis individuò tracce della regina Tausert e di suo marito su alcuni gioielli nascosti nella tomba KV56 della Valle dei Re. In questa tomba furono anche scoperti gioielli appartenenti a Ramesse II. 

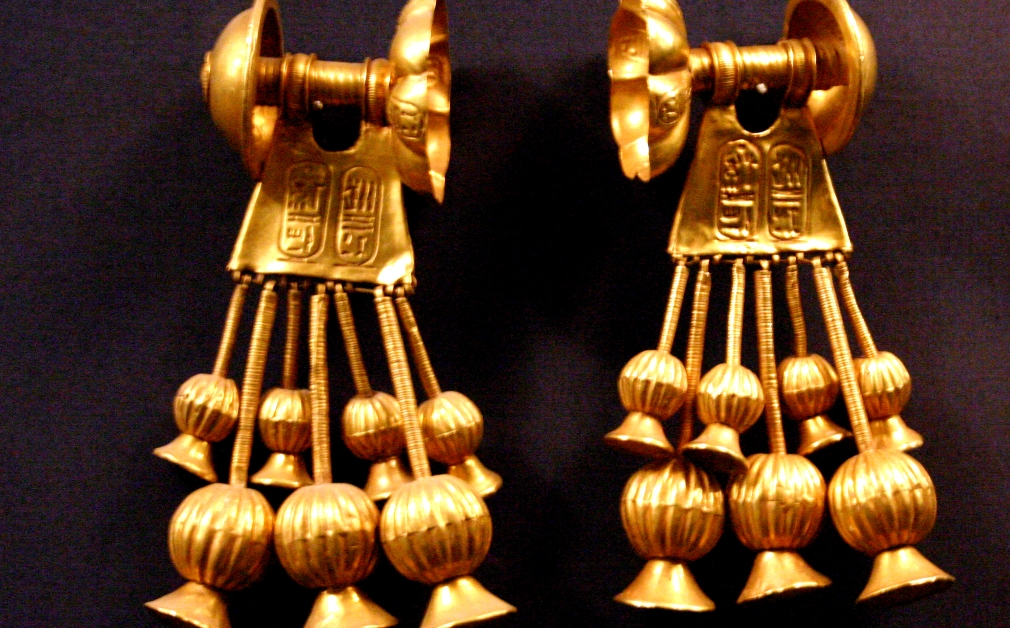
Orecchini d'oro recanti il cartiglio di Seti II, scoperti nel 1908 da Theodore Davis nella Valle dei Re. Museo egizio del Cairo.

Non esiste una conclusione univoca sul destinatario della tomba KV56. Alcuni, come Cyril Aldred, ipotizzarono che fosse la sepoltura di una figlia di Seti II e Tausert, mentre altri egittologi, fra cui Gaston Maspero, ritennero che si trattasse di un semplice nascondiglio di pezzi del corredo funerario di Tausert.

### Reggente di Siptah
Dopo la morte di suo marito Seti II, intorno al 1193 a.C., Tausert divenne reggente dell'adolescente re Siptah (che divenne faraone tra i 10 e 12 anni d'età), affiancata dall'astuto cancelliere Bay - che alcuni hanno identificato con un tale Irsu menzionato nel Grande Papiro Harris. La posizione di questo alto funzionario d'origine asiatica alla corte di Siptah era tanto elevata che:
(Callender)

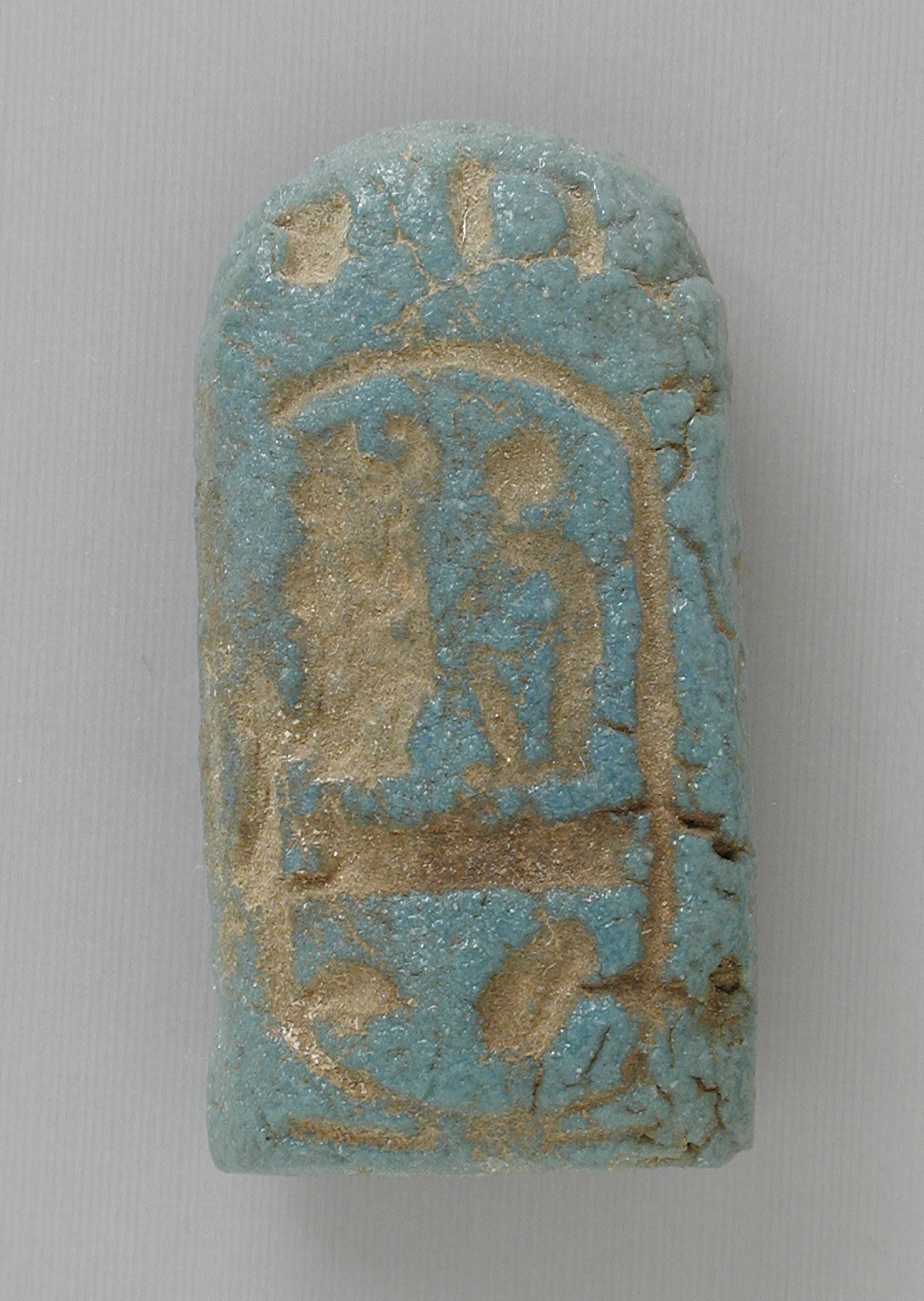
Amuleto in faience recante il nome regale di Tausert. Los Angeles County Museum of Art.

(infatti l'arte ufficiale egizia prevedeva che il faraone venisse ritratto in scala maggiore rispetto a ogni altro personaggio, con l'unica eccezione delle divinità). Tausert era la matrigna di Siptah; sua madre era infatti Sutailja (o Shoteraja), come si evince da un rilievo conservato al Louvre (E 26901) in cui i nomi di Siptah e di questa concubina reale cananea sono affiancati.

### Signora dell'Alto e del Basso Egitto

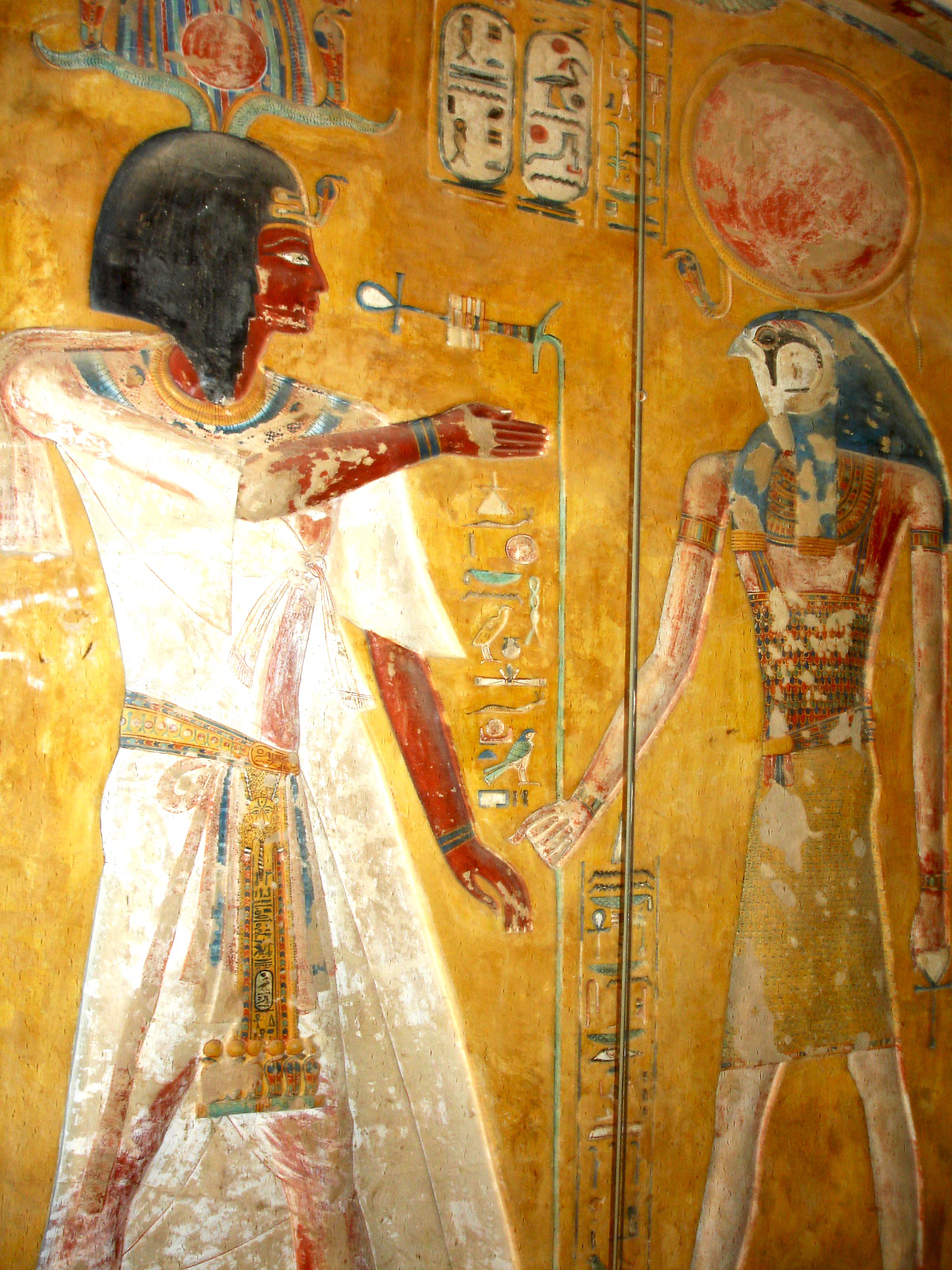
Il faraone adolescente Siptah, figliastro e predecessore di Tausert, raffigurato al cospetto di Ra sulle pareti della propria tomba, nella Valle dei Re.

Quando Siptah morì, intorno ai 18 anni d'età, Tausert si attribuì prerogative e protocollo reali, definendo sé stessa Figlia di Ra, Signora di Ta-Merit, Tausert di Mut, e contando i propri anni di regno dalla morte di Seti II, per censurare l'esistenza del giovane Siptah. Nella tomba che destinò a sé stessa, la KV14, Tausert modificò le pitture in cui veniva rappresentata accanto a Siptah, sostituendolo con figure di Seti II. In virtù di tale condanna postuma, taluni hanno creduto che Siptah non fosse figlio del faraone legittimo Seti II, di cui Tausert fu consorte, ma del faraone usurpatore Amenmesse, di cui era sorella. La questione resta altamente dibattuta. Come era accaduto quasi tre secoli prima con l'ascesa al trono della regina Hatshepsut, la presenza di una donna che governasse nel proprio diritto provocò alcune incertezze nel protocollo reale. Tausert non giunse a farsi rappresentare come un uomo con la barba posticcia ma, in una statua a Eliopoli in cui è raffigurata come una donna, la titolatura è una mistura di epiteti femminili e maschili. Tausert ricoprì anche la carica di Sposa del dio, in riferimento ad Amon di Tebe, carica di notevole prestigio e con una grande valenza politica: nel tempio di Amada è rappresentata in queste vesti.

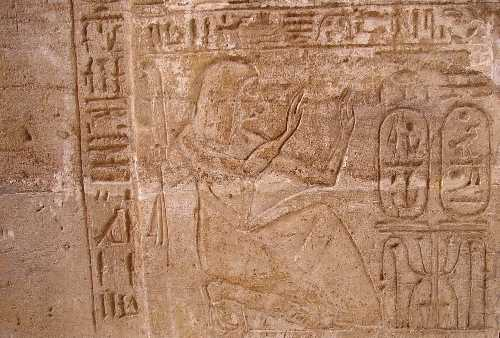
Bay raffigurato su uno stipite del tempio di Amada (Nubia), nell'atto di adorare il cartiglio reale del faraone Siptah.

Nonostante per anni gli egittologi siano stati del parere che Tausert abbia regnato con il sostegno di Bay, talvolta dipinto come una vera e propria eminenza grigia, una scoperta recentemente resa pubblica nel 2000 da parte di Pierre Grandet (BIFAO 100) prova incontrovertibilmente che Bay fu giustiziato per ordine di re Siptah nel 5º anno del suo regno. Si tratta di un coccio, od ostrakon (IFAO 1864), con iscrizioni in caratteri ieratici che riportano l'annuncio fatto agli artigiani e agli operai di Deir el-Medina della decisione del faraone. Non si conoscono le ragioni dell'azione di Siptah contro Bay. Il recto del reperto riporta:
(ostrakon IFAO 1864)
È probabile che il regno autonomo di Tausert sia durato pochi anni, dal 1189 al 1186 a.C., mentre altri le attribuiscono una durata inferiore, di 1 anno o 1 anno e mezzo.

## Monumenti e iscrizioni
Forse, durante il suo regno, furono condotte varie spedizioni minerarie verso i giacimenti di turchese del Sinai, mentre esistono sue statue a Eliopoli e a Tebe. Il suo nome è stato rintracciato ad Abido, Ermopoli, Menfi e in Nubia. Iscrizioni riconducibili a Tausert compaiono in varie località:
- la Stele di Bilgai appartenne a Tausert. Commemora l'inaugurazione di un monumento nei pressi di Sebennito, nel Delta[11].
- una statua doppia di Siptah e Tausert, conservata alla Gliptoteca di Monaco di Baviera (n.122). Siptah è seduto sulle gambe di Tausert[11].
- una statua a Eliopoli raffigura Tausert e i suoi nomi presentano una mistura di epiteti maschili e femminili (la regina compare come una donna)[11].
- un cartiglio con il suo nome, forse proveniente da Qantir, nel Delta.
- i nomi di Siptah e Tausert sono stati rinvenuti, associati, nelle miniere di turchese di Serabit el-Khadim e Timna, nel Sinai[14].
- un vaso in faience recante il cartiglio di Tausert è stato scoperto a Tell Deir Alla, in Giordania[14].
- Tausert edificò per sé un tempio funerario presso il Ramesseum, ma non fu mai terminato e gli scavi condotti da Flinders Petrie nel sito, nel 1897,  sono stati parziali. Recenti scavi più approfonditi, condotti da Richard H. Wilkinson e Pearce Paul Creasman, hanno rivelato una struttura più complessa di quanto si ritenesse.

## Fine del regno di Tausert

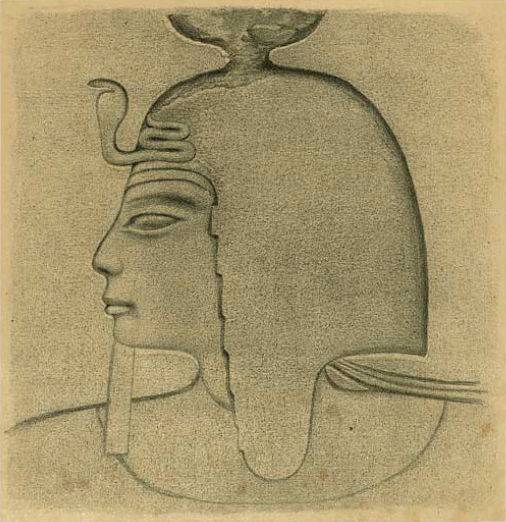
Riproduzione di un rilievo raffigurante Sethnakht, che succedette a Tausert dopo una guerra civile di cui si hanno poche tracce e che mise in atto una sistematica distruzione della sua memoria. Disegno di Karl Richard Lepsius.

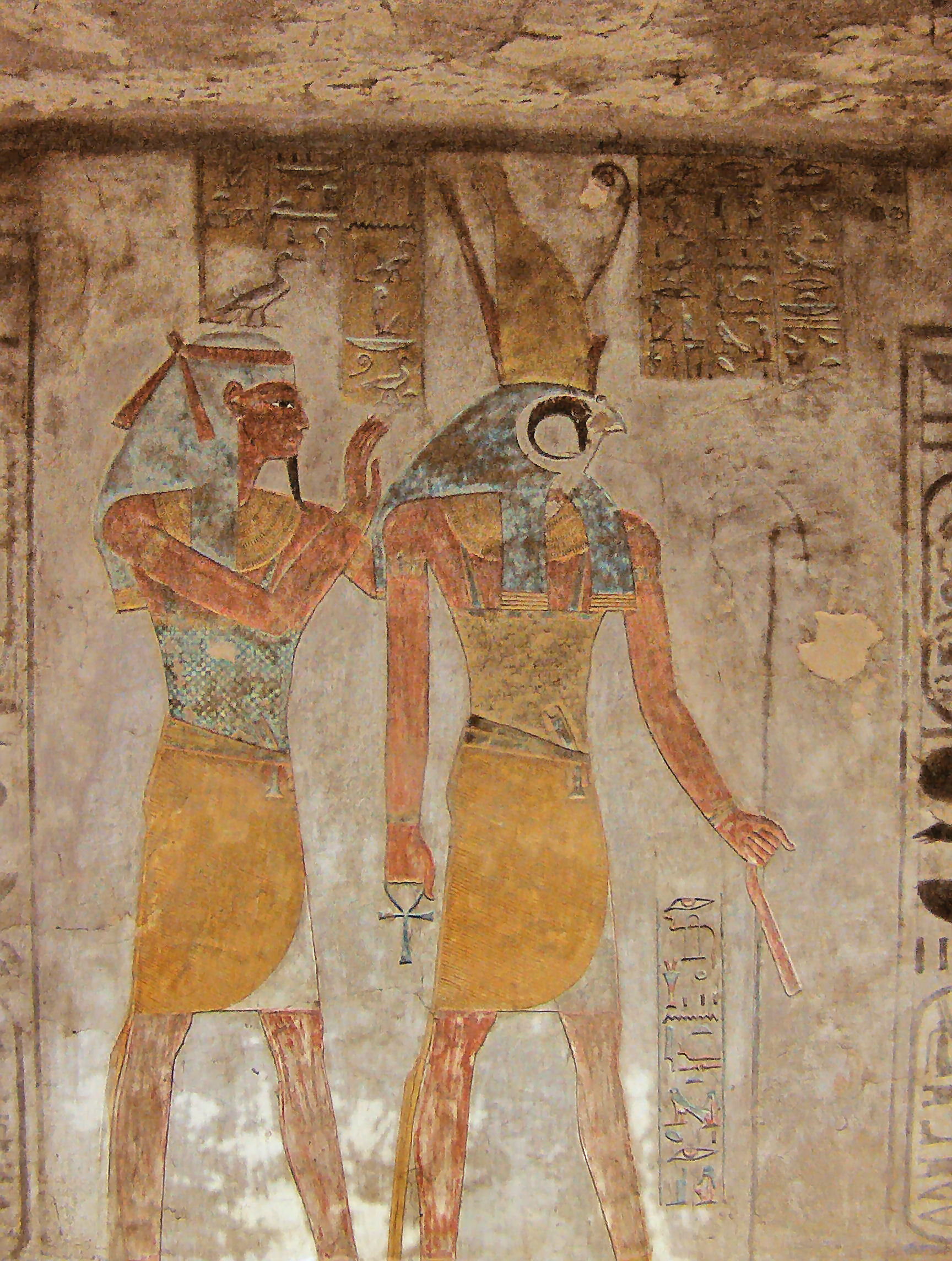
Gli dei Geb e Horus sulle pareti della tomba (KV14) che Tausert fece preparare per sé, ma di cui si appropriò Sethnakht.

Il suo regno terminò con una guerra civile che segnò la caduta definitiva della XIX dinastia e della stirpe di Ramesse II, e l'ascesa della XX dinastia. Il conflitto è documentato dalla stele sull'isola Elefantina eretta dall'immediato successore Sethnakht, fondatore della nuova dinastia. Non è noto se la regina Tausert abbia visto la propria fine per la guerra o per uno scontro a palazzo, o se sia morta di morte naturale; in quest'ultimo caso, è verosimile che lo scontro da cui Sethnakht emerse vittorioso si sia originato all'interno della corte dopo la morte della regina. Il Papiro Harris lascia supporre che vi sia stato, al termine della dinastia, un periodo di vacanza del trono, ossia un periodo in cui nessuno ricoprì il rango di sovrano; tale affermazione non è però supportata da altre prove storiche, fermo restando che si trattò di un periodo di disgregazione e di grande debolezza del potere centrale.

### Damnatio memoriaedi Tausert
In ogni caso, Sethnakht e suo figlio Ramesse III descrissero successivamente il tramonto della XIX dinastia come un'epoca di caos; il primo usurpò la tomba congiunta di Seti II e Tausert nella Valle dei Re, apportando alcune modifiche e rendendola la più profonda della Valle, ma provvide a una degna sepoltura solo per Seti nella KV15 mentre sostituì le immagini di Tausert nella KV14 con raffigurazioni di sé stesso. Queste decisioni dimostrerebbero il giudizio sfavorevole, e forse l'astio, di Sethnakht nei confronti di Tausert.
Il figlio di Sethnakht, Ramesse III, escluse Tausert e Siptah dalla lista dei sovrani d'Egitto che fece realizzare nel grande tempio di Medinet Habu, come atto di delegittimazione nei loro confronti agli occhi del popolo. Sembra possibile che Sethnakht abbia spodestato Tausert durante una guerra civile.

## Sepoltura

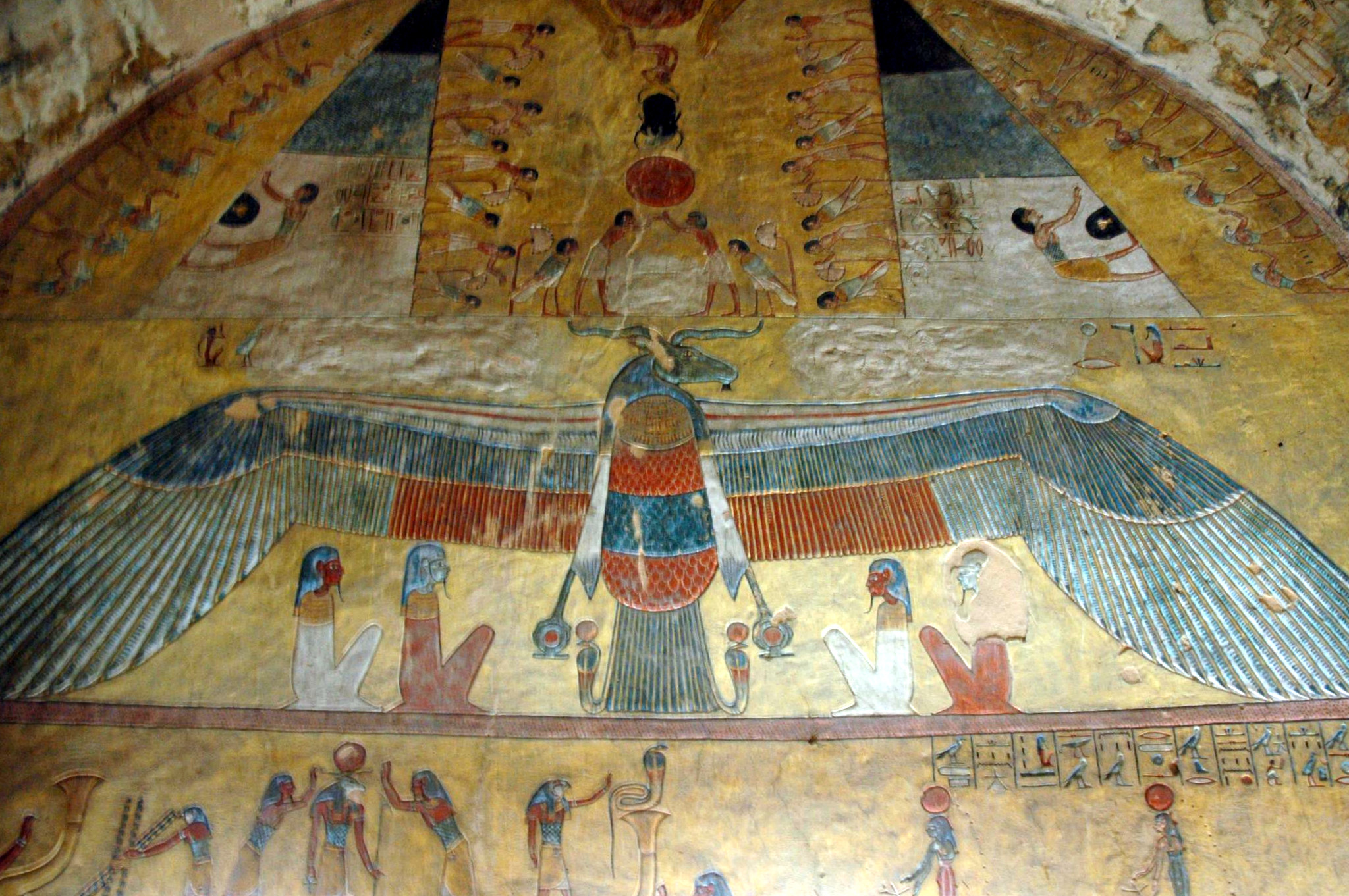
Dettaglio delle pitture presenti nella tomba (KV14) che accolse i resti di Seti II, Tausert e, infine, di Sethnakht. Valle dei Re.

La tomba di Tausert, la KV14 della Valle dei Re, ha una storia confusa e complicata. Fu iniziata durante il regno di Seti II. Alcune scene presentano Siptah accompagnato da Tausert, ma successivamente il nome di Siptah fu raschiato e sostituito con quello di Seti II, certamente da parte della regina mentre il sarcofago di quest'ultima fu riciclato nella tomba KV13 per la mummia del principe Amonherkhepeshef, figlio del faraone Ramesse VI, mezzo secolo dopo la morte di Tausert.
La tomba fu poi usurpata da Sethnakht, che la modifico al punto di farla diventare la più profonda della Valle. Hartwig Altenmüller ha ipotizzato che la mummia di Seti II sia stata prima inumata in una camera della KV14 e successivamente traslata nella KV15; altri studiosi hanno criticato questa ricostruzione.
Il sarcofago di Tausert, ritrovato spezzato in  più pezzi, dopo 20 anni di restauri nel 2019 è stato ricomposto ed esposto al pubblico nel museo di Luxor per la prima volta. 
Il sarcofago è in granito rosso, lungo 2,80 metri, largo 1,20 e dal peso di 6 tonnellate; è decorato ai lati con i quattro figli di Horus e preghiere per la defunta.
Non si hanno notizie della mummia di Tausert e alcuni ipotizzano che Setnakht possa essere giunto a distruggerla, massimo atto di spregio nella religione egizia, in linea con le sue iniziative contro la memoria della regina - ma di ciò non si hanno prove specifiche. Per una mummia femminile scoperta nel 1898 nella tomba KV35, nota come Donna Sconosciuta D, è stata suggerita l'identificazione con Tausert, ma anche di ciò non si hanno prove eccetto la tecnica di mummificazione coerente con quella in voga durante la XIX dinastia e la sua collocazione in mezzo ad altre mummie reali.

## Titolatura
| G5 |

| G5 |

| E1 · D40 | C10 | mr | i | i |

| E1 · D40 | C10 | mr | i | i |

| E1 · D40 | C10 | mr | i | i |

| E1 · D40 | C10 | mr | i | i |

| E1 · D40 | C10 | mr | i | i |

| E1 · D40 | C10 | mr | i | i |

| E1 · D40 | C10 | mr | i | i |

| E1 · D40 | C10 | mr | i | i |

| G16 |

| G16 |

| U17 · Y1 | I6 · Aa13 | t · O49 | w | D40 · f | N25 · t · Z2 |

| U17 · Y1 | I6 · Aa13 | t · O49 | w | D40 · f | N25 · t · Z2 |

| G8 |

| G8 |

|  |

| M23 · X1 | L2 · X1 |

| M23 · X1 | L2 · X1 |

| H8 · Z1 | C2 | C12 | mr | i | i |

| H8 · Z1 | C2 | C12 | mr | i | i |

| H8 · Z1 | C2 | C12 | mr | i | i |

| H8 · Z1 | C2 | C12 | mr | i | i |

| H8 · Z1 | C2 | C12 | mr | i | i |

| H8 · Z1 | C2 | C12 | mr | i | i |

| H8 · Z1 | C2 | C12 | mr | i | i |

| H8 · Z1 | C2 | C12 | mr | i | i |

| G39 | N5 |

| G39 | N5 |

|  |

|  |

|  |

|  |

|  |

|  |

|  |

|  |

|  |

|  |

|  |

|  |

|  |

|  |

|  |

|  |

|  |

|  |

|  |

|  |

|  |

|  |

|  |

|  |

|  |

|  |

|  |

|  |

|  |

|  |

|  |

|  |

| Nome Horo           | Giuseppe Flavio | anni di regno | Sesto Africano | anni di regno | Eusebio di Cesarea | anni di regno |
| ------------------- | --------------- | ------------- | -------------- | ------------- | ------------------ | ------------- |
| Kha nekhet Merimaat | non citata      |               | Thuoris        | 7             | Thuoris            | 7             |